# Cree Cicchino
Cree Cicchino, född 9 maj 2002 i Queens, New York, är en amerikansk skådespelare.
Cicchino har bland annat medverkat i filmen Turtles All the Way Down. Hon har även medverkat i TV-serien And Just Like That....

## Filmografi (i urval)
- 2021–2022 – And Just Like That... (TV-serie)
- 2024 – Turtles All the Way Down